# 2953 Vysheslavia
2953 Vysheslavia este un asteroid din centura principală, descoperit pe 24 septembrie 1979 de Nikolai Cernîh.